# Баиндуров, Георгий
Георгий Баиндуров (род. 19 февраля 1985) — грузинский  самбист и дзюдоист, чемпион мира по самбо 2003 года среди юношей, чемпион Европы по самбо 2004 года среди юниоров, бронзовый призёр чемпионата Европы по дзюдо 2004 года среди юниоров, чемпион (2010, 2011) и серебряный призёр (2006) чемпионатов Грузии среди взрослых, чемпион (2007) и бронзовый призёр (2006) командных чемпионатов Европы по дзюдо, победитель и призёр этапов Кубка мира по дзюдо, бронзовый призёр этапа Кубка мира по самбо 2012 года, чемпион мира по самбо 2012 года. По дзюдо выступал в полусредней (до 81 кг) весовой категории. Также участвовал в чемпионатах Европы по самбо 2005 и 2009 годов, где оба раза становился пятым.

## Чемпионаты Грузии по дзюдо
- Чемпионат Грузии по дзюдо 2006 — ;
- Чемпионат Грузии по дзюдо 2010 — ;
- Чемпионат Грузии по дзюдо 2011 — ;